# Historyczne kraje Szwecji

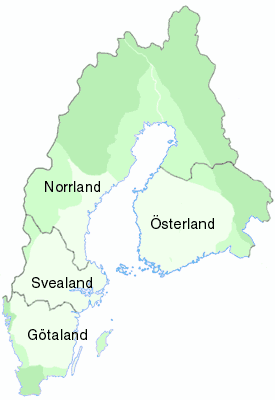
Cztery historyczne kraje Szwecji

Szwecja historycznie dzieli się na cztery kraje zwane po szwedzku lands lub landsdelar:
- Götaland
- Svealand
- Österland
- Norrland

Götaland i Svealand były dawniej – w czasach przedhistorycznych znanych tylko z przekazów ustnych, fragmentarycznych relacji z obcych źródeł oraz z legend, które dopiero po jakimś czasie zostały spisane w kronikach – walczącymi ze sobą królestwami zjednoczonymi w końcu pod jedną koroną przez Svealand. Według legend niezależną historię miał też Österland, w którym w przedhistorycznych czasach panowali niezależni królowie. W wiekach XI i XII Götaland i Svealand od czasu do czasu w sporach sukcesyjnych wspierały różnych władców, co nawiązywało do tradycji dawnych królestw, jednak większości królów w końcu udawało się zjednoczyć całą Szwecję pod jednym berłem (podział mógł się znowu ujawnić na początku rządów następcy).
Götaland rozpościera się w południowej części Szwecji, Svealand znajduje się bardziej na północ w środkowej części tego państwa. Österland to dawna nazwa Finlandii, jednak obecnie odpowiada jej południowa i środkowa część tego kraju. Wreszcie Norrland to nazwa terenów dołączanych do królestwa w miarę jak zdobywało ono ziemie północne po obu stronach Zatoki Botnickiej. Österland i Norrland dosłownie oznaczają Kraj Wschodni i Kraj Północny. 
| Norrland | Svealand | Götaland |

Po zakończeniu wojny fińskiej z lat 1808–1809 wschodnia część Szwecji Österland znalazła się w rękach Rosji jako rosyjskie Wielkie Księstwo Finlandii, zaś Norrlandia została podzielona między te dwa, biorące udział w wojnie państwa. Szwedzka część Norrlandii to ponad połowa terytorium obecnej Szwecji, jednak rejony te są bardzo rzadko zaludnione w porównaniu z ziemiami bardziej na południe. Sztokholm, który stał się stolicą Szwecji z powodu centralnego ulokowania przy uwzględnieniu fińskich prowincji, znajduje się geograficznie w południowo-wschodniej części kraju, jednak w świadomości Szwedów rejon ten jest postrzegany jako centralna Szwecja.